# 八景
八景是某一地区八处有代表性的风物景观的合称，一般以四字命名，并配以诗文。
八景传统始於中國宋代的瀟湘八景，後又為中國周边的朝鮮、琉球、日本等地采用。

## 八景列表
中國大陸
- 瀟湘八景
- 黃山八勝
- 長安八景
- 洛陽八景
- 金陵八景
- 吉林八景
- 金州古八景
- 邯郸八景
- 燕京八景
- 西湖八景
- 上海八景、新上海八景
- 新安八景
- 浏阳八景
- 榕城八景、新榕城八景
- 羊城八景、新羊城八景

香港
- 香港八景

台灣
- 台灣八景
- 淡水八景
- 基隆八景
- 新蘭陽八景
- 新竹八景
- 彰化八景
- 諸羅八景
- 新高八景
- 澄清湖八景

朝鮮半島
- 朝鮮八景
- 平壤八景
- 關西八景、關東八景
- 丹陽八景、丹陽第二八景

日本
- 日本八景
- 博多八景
- 大慈八景
- 赤湯八景
- 旭川八景
- 近江八景、琵琶湖八景
- 小名濱八景
- 橿原八景
- 金澤八景
- 甲斐八景
- 相模川八景
- 多摩川八景
- 調布八景
- 勿來八景
- 南都八景（奈良）
- 寢屋川八景・新寢屋川八景
- 彥根八景
- 枚方八景
- 平戶八景
- 福浦八景
- 別府八景
- 水戶八景・新水戶八景
- 室蘭八景

琉球
- 琉球八景